# Cyphostemma letouzeyanum
Cyphostemma letouzeyanum är en vinväxtart som beskrevs av Descoings. Cyphostemma letouzeyanum ingår i släktet Cyphostemma och familjen vinväxter. Inga underarter finns listade i Catalogue of Life.